# Lydia Mechtenberg
Lydia Mechtenberg (* 1976) ist eine deutsche Volkswirtin.

## Leben
Sie erwarb 2000 den Magister in Philosophie an der FU Berlin, 2002 das Diplom in Wirtschaftswissenschaften an der FU Berlin, 2004 den Dr. phil. an der Universität Mainz und 2006 den Doktortitel in Wirtschaftswissenschaften an der TU Berlin (Betreuer: Dorothea Kübler, Paul Heidhues). Seit 2012 ist sie Professorin (W2) für Volkswirtschaftslehre, insbesondere Mikroökonomie an der Universität Hamburg.
Ihre Forschungsschwerpunkte sind Methoden: Theorie und Experimente, Organisationsökonomie und Recht und Wirtschaft.

## Schriften (Auswahl)
- Kants Neutralismus. Theorien der Bezugnahme in Kants „Kritik der reinen Vernunft“. Paderborn 2006, ISBN 978-3-89785-545-8.
- Three essays in public and political economics. Aachen 2007, ISBN 978-3-8322-6172-6.
- mit Johannes Münster: A strategic mediator who is biased into the same direction as the expert can improve information transmission. Berlin 2010.
- mit David Danz, Frank Hüber, Dorothea Kübler und Julia Schmid: I'll do it by myself as I knew it all along'. On the failure of hindsight-biased principals to delegate optimally. Berlin 2013.